# Eremo di Gamogna
L'eremo di Gamogna si trova in una posizione isolata sul crinale appenninico tosco-romagnolo, nel comune di Marradi, all'interno della diocesi di Faenza-Modigliana.

## Storia
L'eremo fu fondato da san Pier Damiani nel 1053 per desiderio di Guido IV Guidi e dedicato a San Barnaba, ad uso dei monaci Camaldolesi della sottostante Badia di Acereta o Badia della Valle. Il 14 novembre 1532 l'eremo di Gamogna fu chiuso per mancanza di monaci e trasformato in chiesa parrocchiale, dipendente dal capitolo della chiesa di San Lorenzo a Firenze.
Nel 1850 venne istituita la diocesi di Modigliana e nel 1866 Gamogna ne divenne parte.
Il 10 luglio 1944 nelle vicinanze di Gamogna furono uccisi, durante un breve scontro a fuoco con soldati tedeschi, i partigiani Bruno Neri e Vittorio Bellenghi.
Quando la parrocchia fu soppressa nel secondo dopoguerra per lo spopolamento delle colline, la struttura dell'eremo cadde inesorabilmente in rovina.
Nel 1991 iniziarono lavori di restauro grazie principalmente all'opera del sacerdote faentino don Antonio Samorì e di molti volontari.
L'attuale chiesa mantiene l'originaria struttura romanica, con una semplice facciata a capanna, un'ampia abside semicircolare con tetto conico rivestito di lastre di ardesia e un campanile a vela. Del complesso monastico rimangono il chiostro, le celle dei monaci, il forno, gli essiccatoi e la stalla.

## Vita monastica odierna

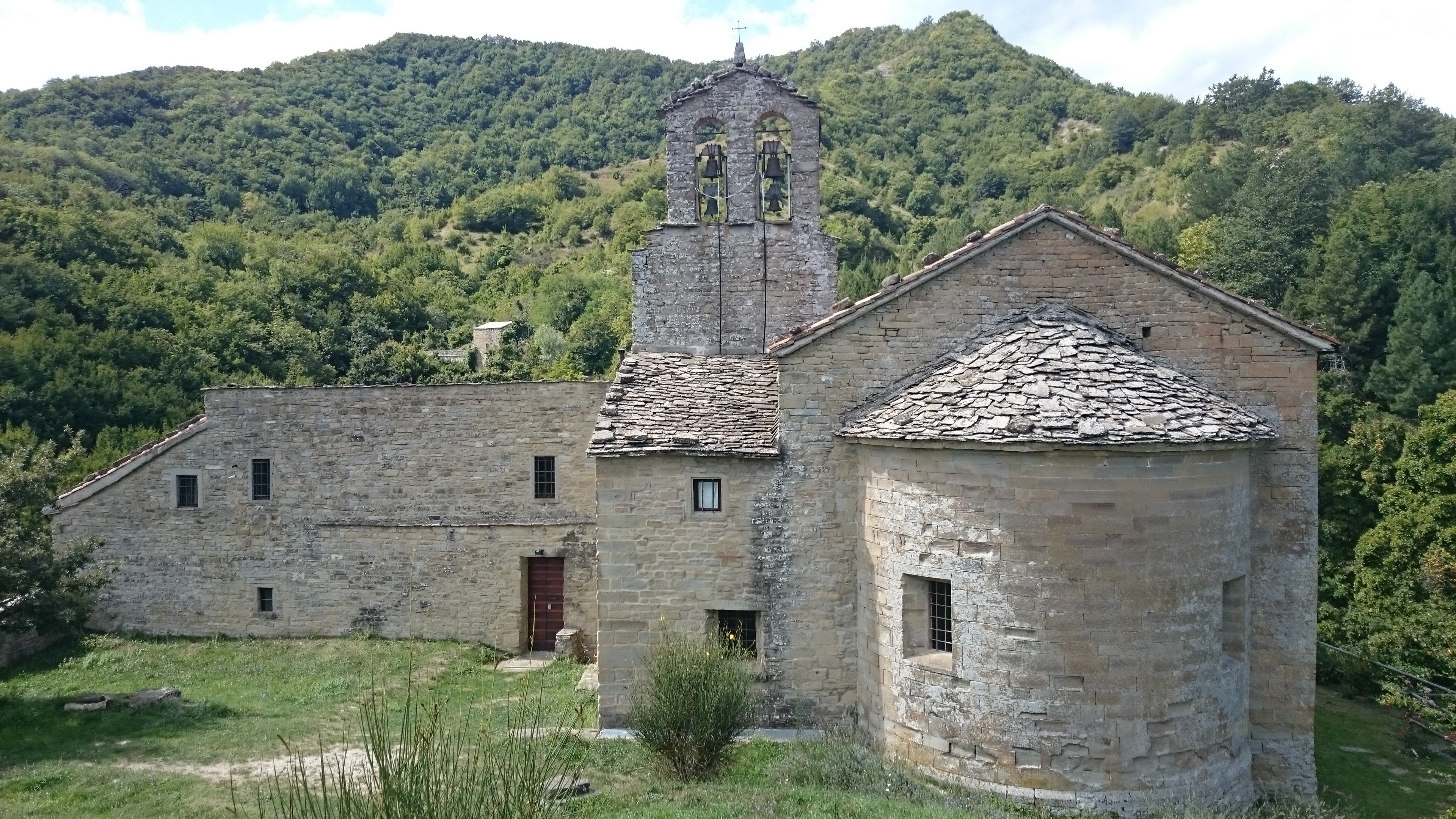
L'eremo di Gamogna

Attualmente l'eremo è tornato ad essere un luogo di spiritualità, di accoglienza e di preghiera, grazie alla presenza delle monache delle Fraternità monastiche di Gerusalemme.